# المعهد العالي للعلوم التطبيقية والتكنولوجيا بسوسة
المعهد العالي للعلوم التطبيقية والتكنولوجيا بسوسة هو إحدى المؤسسات العليا التابعة لجامعة سوسة، وقد أحدث بمقتضى الأمر عدد 2001-1385 المؤرخ في 7 جوان 2001.

## أرقام
طبقا لأرقام السنة الدراسية 2007-2008 يدرس بها 3155 طالبا من بينهم 965 طالبة.

## الأقسام
بالمعهد أربعة أقسام هي:
- الهندسة الميكانيكية
- الهندسة الآلية
- الهندسة الإعلامية
- المرحلة الثالثة

## وصلات خارجية
- موقع المعهد العالي للعلوم التطبيقية والتكنولوجيا بسوسة.